# Odontura moghrebica
Odontura moghrebica is een rechtvleugelig insect uit de familie sabelsprinkhanen (Tettigoniidae). De wetenschappelijke naam van deze soort is voor het eerst geldig gepubliceerd in 1950 door Morales-Agacino.